# Quận Sussex, New Jersey
Quận Sussex là một quận trong tiểu bang New Jersey, Hoa Kỳ. Quận lỵ đóng ở thành phố Newton 6. Theo điều tra dân số năm 2000 của Cục điều tra dân số Hoa Kỳ, quận có dân số 144.166 người 2. Năm 2006, ước tính dân số quận này là 153.384 người 2.

## Địa lý
Theo Cục điều tra dân số Hoa Kỳ, quận này có diện tích 1388 ki-lô-mét vuông, trong đó có 38 km2 là diện tích đất, km2 là diện tích mặt nước.